# Hôtel Nieaud
L'hôtel Nieaud est un hôtel particulier situé à Limoges dans le département de la Haute-Vienne en région Nouvelle-Aquitaine.

## Historique
Les façades et les toitures ; l'escalier intérieur avec sa rampe en fer forgé ; les quatre pièces du rez-de-chaussée et celle du premier étage avec leurs décors de boiseries et leurs cheminées sont inscrites au titre des monuments historiques par arrêté du 21 décembre 1977.